# Suécia nos Jogos Olímpicos de Verão de 2004
Suécia competiu nos Jogos Olímpicos de Verão de 2004, em Atenas, na Grécia.

## Desempenho

### Natação
Masculino
| Atleta(s)       | Evento     | Eliminatórias | Eliminatórias | Semifinal | Semifinal | Final | Final   |
| Atleta(s)       | Evento     | Tempo         | Posição       | Tempo     | Posição   | Tempo | Posição |
| --------------- | ---------- | ------------- | ------------- | --------- | --------- | ----- | ------- |
| Stefan Nystrand | 50 m livre | 22s42         | 11º Q         | 22s18     | 5º Q      | 22s08 | 4º      |

### Tiro com arco
| Atleta           | Evento               | Classificação | Classificação | Fase de 64                     | Fase de 32                 | Oitavas de final       | Quartas de final       | Semifinais             | Final                  | Final       |
| Atleta           | Evento               | Escore        | Pos.          | Adversário e resultado         | Adversário e resultado     | Adversário e resultado | Adversário e resultado | Adversário e resultado | Adversário e resultado | Pos.        |
| ---------------- | -------------------- | ------------- | ------------- | ------------------------------ | -------------------------- | ---------------------- | ---------------------- | ---------------------- | ---------------------- | ----------- |
| Magnus Petersson | Individual masculino | 673           | 2º            | LAO Thiamphasone (63) V 158-95 | GBR Godfrey (31) D 162-163 | Não avançou            | Não avançou            | Não avançou            | Não avançou            | Não avançou |